# Antidepresivum

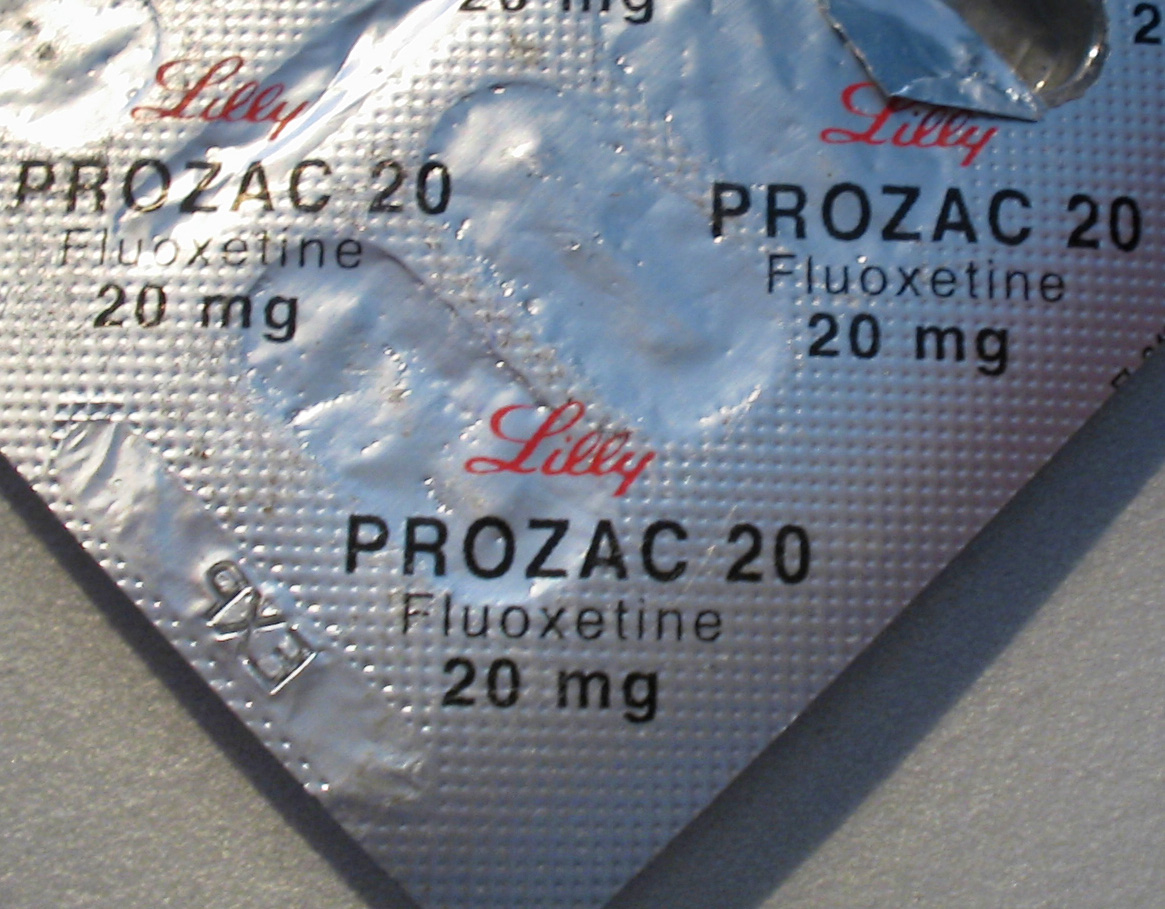
Fluoxetin (Prozac), velmi známý selektivní inhibitor zpětného vychytávání serotoninu (SSRI)

Antidepresivum je psychiatrický lék užívaný ke zmírnění symptomů neboli příznaků deprese a jiných neduhů (OCD, chronické bolesti, úzkostných stavů, panických atak). Nejčastěji předepisovanými typy antidepresiv jsou tzv. SSRI (selektivní inhibitory zpětného vychytávání serotoninu, které patří do III. generace antidepresiv), MAOI (/IMAO - inhibitory monoaminooxidázy) a tricyklická antidepresiva (I. generace antidepresiv). Tyto druhy léků ovlivňují funkci neurotransmiterů v centrální nervové soustavě. Existují také živiny, kterým se připisují antidepresivní účinky, např. fenylalanin, tyrozin, cholin a další, a jako léky na depresi se užívají i některé byliny, zejména třezalka tečkovaná (ta se ovšem nesmí společně s některými antidepresivy užívat, podobně je na tom třeba také grapefruit).
Antidepresiva se obvykle užívají nejen na depresi, ale i pro léčbu jiných psychiatrických poruch, jako jsou anxiozita, bipolární afektivní porucha, úzkostná porucha, obsedantně-kompulzivní poruchy, poruchy spánku a poruchy příjmu potravy.[zdroj?]
V roce 2002 bylo v USA předepsáno 133 milionů antidepresiv.

## Historie
Úplně prvními antidepresivy byly iproniazid (Marsilid) a imipramin (Tofranil), vyvinuté v padesátých letech 20. století. Od té doby byl na poli léčby deprese učiněn obrovský pokrok – postupně byly vyvinuty všechny v současnosti známé třídy antidepresiv. Všechny nějakým způsobem ovlivňují neuropřenašeče na synapsích. První vyvinutá antidepresiva spadala buď mezi tricyklická antidepresiva (TCA), nebo mezi inhibitory monoaminooxidázy (IMAO). Tzv. selektivní inhibitory zpětného vychytávání serotoninu (SSRI) byly objeveny později a jsou známé pro svou relativně nízkou toxicitu či škodlivost. Prvním široce užívaným představitelem této skupiny byl fluoxetin (Prozac).

## Typy antidepresiv
Antidepresiva jsou seřazena dle toho, jak se nejčastěji předepisují.

### Antidepresiva III. generace

#### SSRI
Selektivní inhibitory zpětného vychytávání serotoninu jsou v dnešní době nejčastěji předepisovaným druhem antidepresiv. Fungují na principu inhibice zpětného vychytávání neurotransmiteru serotoninu v presynaptickém úseku neuronu, čímž zvyšují množství serotoninu na synapsi. (Předpokládá se, že jednou z příčin vzniku deprese je nedostatek serotoninu na synapsích.) Tato skupina léčiv má mírnější nežádoucí účinky než skupina MAOI a tricyklických antidepresiv, ale u některých pacientů je také méně účinná. Mezi SSRI patří fluvoxamin, fluoxetin, sertralin, paroxetin, citalopram a escitalopram.

#### SARI
Serotoninoví antagonisti a inhibitory zpětného vychytávání serotoninu oproti předchozí skupině navíc blokují subtyp serotoninových receptorů 5HT2A, který je zodpovědný za serotoninové nežádoucí účinky, jako jsou nespavost, agitovanost a sexuální dysfunkce. Jediným zástupcem této skupiny je trazodon, který se využívá především k léčbě deprese provázené úzkostí nebo nespavostí a u sexuálně aktivních pacientů.

#### NARI[1]
Inhibitory zpětného vychytávání noradrenalinu zvyšují množství noradrenalinu v centrálním nervovém systému. Mají pozitivní efekt na koncentraci a motivaci, působí mírně povzbudivě. Kromě vedlejších účinků běžných u všech antidepresiv mohou navíc zvyšovat krevní tlak, a proto se doporučuje jej během léčby pravidelně kontrolovat.

#### IMAO[1]
Inhibitory monoaminooxidázy jsou silná antidepresiva předepisovaná po selhání SSRI i tricyklických antidepresiv. Zabraňují odbourávání neurotransmiterů dopaminu, serotoninu a noradrenalinu. Jejich nevýhoda spočívá v kontraindikaci mezi tímto typem antidepresiv a jinými léky a dokonce i některými druhy jídla.
Novější selektivní a reverzibilní MAOI (RIMA), mezi které patří např. moklobemid, nevyžadují žádná dietní opatření a mají velmi málo nežádoucích účinků, oproti SSRI např. nezpůsobují sexuální dysfunkci.

### IV. generace antidepresiv
Čtvrtá generace antidepresiv působí vždy na dva mediátorové systémy současně. Jedná se o nejnovější generaci antidepresiv. Předepisuje se na těžké stavy nebo pokud nefungují jiná antidepresiva. 

#### SNRI
Inhibitory zpětného vychytávání serotoninu a noradrenalinu jsou novější formou antidepresiv, která působí jak na serotoninové, tak na noradrenalinové receptory. U části pacientů mají lepší výsledky než léky typu SSRI díky duálnímu působení, vedlejší účinky jsou přitom stejné (až na riziko zvýšení krevního tlaku jako u NRI). Mezi SNRI patří např. venlafaxin nebo duloxetin, dále milnacipram nebo desvenlafaxin.

#### NaSSA[1]
Jde o noradrenergní a specificky serotoninergní antidepresiva. Zvyšují produkci a uvolňování těchto neuromediátorů v mozku. Patří sem například mirtazapin nebo mianserin.

### II. generace antidepresiv
Blokují zpětné vychytávání mediátorů. Patří sem například maprotinin.

### I. generace antidepresiv - Tricyklická antidepresiva
Tricyklická antidepresiva jsou nejstarším typem léku na depresi. Zabraňují zpětnému vychytávání neurotransmiterů (serotoninu, noradrenalinu a dalších). V současnosti se nasazují až po selhání novějších selektivních inhibitorů (SSRI, SNRI), zejména v těžkých případech. Mají totiž více vedlejších účinků, např. bušení srdce a zrychlený tep, zmatenost, rozostřené vidění a další.

## Vedlejší účinky
Antidepresiva mají často vedlejší účinky. Mezi nejobvyklejší patří:
- SSRI a SNRI: ztráta libida, neschopnost dosažení orgasmu, nevolnost (zpočátku, poté většinou vymizí), bolesti hlavy, apatie, ztráta motivace, živé sny a noční můry
- SARI: ortostatická hypotenze, závrať, sucho v ústech
- IMAO: přibírání na váze, živé sny a noční můry, sexuální dysfunkce
- Tricyklická antidepresiva: apatie, ztráta motivace, přibírání na váze, sexuální dysfunkce, změny činnosti srdce, rozostřené vidění

Ačkoli jsou u antidepresiv vedlejší účinky naprosto běžné, nemusí postihnout každého pacienta a ve většině případů by měly tyto vedlejší účinky samy během několika týdnů od počátku léčby odeznít. Pokud se tak nestane, je dobré to sdělit svému lékaři, aby zvážil změnu medikace a zda skupina antidepresiv, do které léky patří, je pro konkrétního pacienta vhodná.[zdroj?]